# Мироненко Євген Васильович
Мироненко Євген Васильович (1951) — український інженер-машинобудівник, доктор технічних наук (2004), професор (2005).

## Біографія
У 1970 році після закінчення Краматорського машинобудівного технікуму Мироненко Є. В. працював на Новокраматорському машинобудівному заводі розмітчиком, а потім інженером-технологом у механічному цеху № 5.
З 1971 по 1976 рік навчався у Краматорському індустріальному інституті, після закінчення якого залишився працювати в галузевій лабораторії підвищення ефективності важких верстатів.
З 1984 по 1987 рік навчався в аспірантурі при галузевій лабораторії.
У 1991 році захистив кандидатську дисертацію на тему «Оптимізація конструктивних та геометричних параметрів блочних різців для унікальних верстатів».
У 1992 році отримав вчене звання старшого наукового співробітника.
З 1992 по 1994 рік працює провідним науковим співробітником та керівником підрозділу НТЦ «Інструмент».
З 1994 року — доцент кафедри «Металорізальні верстати та інструменти» Донбаської державної машинобудівельної академії. З 1995 по 2002 рік — заступник завідувача кафедрою.
З 2003 року — декан інженерно-екномічного факультету Донбаської державної машинобудівельної академії.
У 2004 році захистив докторську дисертацію на тему «Наукові основи створення систем агрегатно-модульних інструментів для важких верстатів».

## Творчий доробок
Сфера наукових інтересів: створення систем агрегатно-модульного інструменту на основі кваліметричного оцінювання станів процесу механічної обробки, моделювання складних конструкцій модульного інструменту із застосуванням розрахунково-аналітичних методів скінченних елементів, статичних і динамічних методів, оптимізація конструктивних і геометричних параметрів різців для важких верстатів токарно-карусельної групи.
Автор 6 монографій, 10 авторських свідоцтв і патентів, 190 публікацій. Матеріали проведених досліджень були подані на 40 міжнародних конференціях, у тому числі в Болгарії, Румунії, Ізраїлі й Росії.
Співпрацює з інструментальними фірмами Швеції Sandvik Coromant, Seco, Ізраїлю Iscar, представниками концерну «OKUMA — Європа» (Німеччина), ELBE (Ізраїль), ВНДІ «Інструмент» (Москва, Росія).

## Нагороди
Нагороджений Почесними грамотами Міністерства освіти і науки України, ЦК профспілок працівників освіти України.

## Інтернет-ресурси
- Мироненко Євген Васильович [Архівовано 26 серпня 2012 у Wayback Machine.]
- Донбаська державна машинобудівна академія. Провідні вчені.

| українська персоналія | Це незавершена стаття про особу, що має стосунок до України. Ви можете допомогти проєкту, виправивши або дописавши її. |